# 大塚城
大塚城（おおつかじょう）は、大阪市天王寺区茶臼山町にあった日本の城。現在は天王寺公園内にある。大坂冬の陣では徳川家康の陣城として、また大坂夏の陣では真田信繁（幸村）の陣城として使用された。別名茶臼山砦や茶臼山陣城とも言われている。

## 概要

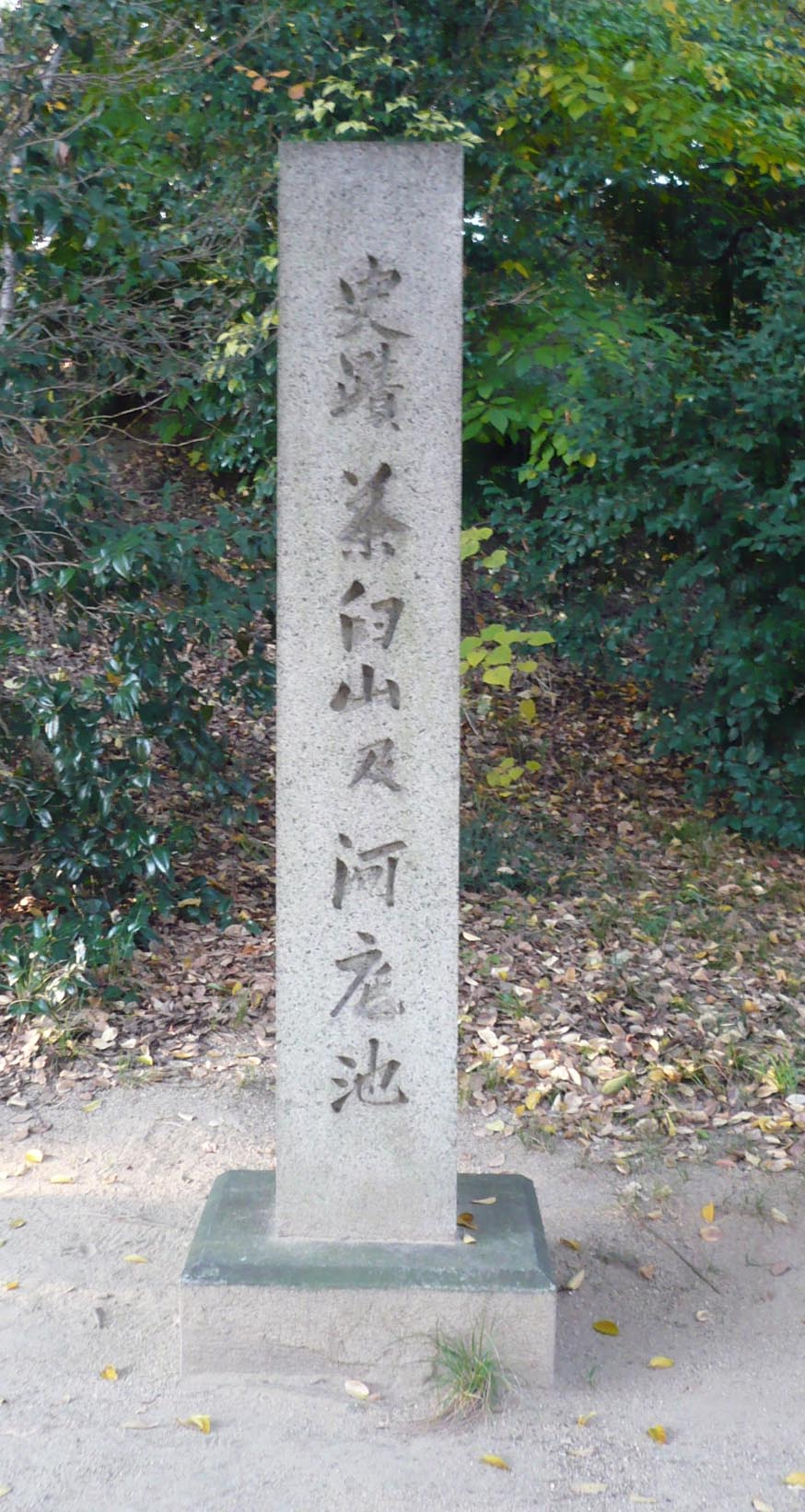
茶臼山及河底池の石碑

大塚城は茶臼山古墳を利用した戦国時代の城郭の一つとされる。またこの茶臼山は『日本書紀』には「廃陵」すなわち古墳と記載されていることから、ながらく古墳が比定されていた。しかし、近年の発掘調査の結果、人工的な盛土であることは間違いないと思われているが、古墳跡である可能性は低くなっている。また城郭としての盛土の場合、登頂部と中段には平坦地はうかがえるが、城郭にある土塁、堀、切岸はみられない。古墳とも中世の城郭跡とも明確な結論がつけにくい構造となっている。またこの時の発掘調査では、中世の四天王寺と同笵瓦が出土しており、寺院に伴う遺構が先行していた事が明確になっている。また墳丘の中段からは、瓦敷、掘立柱建物、礎石建物、かまど等が出土し、金箔を有する漆器の遺物も発見されたが、調査範囲は限定され、出土位置、層位からみて、これら遺構、遺物が全て大塚城と関係するかは検討の余地が残るとされている。

## 沿革

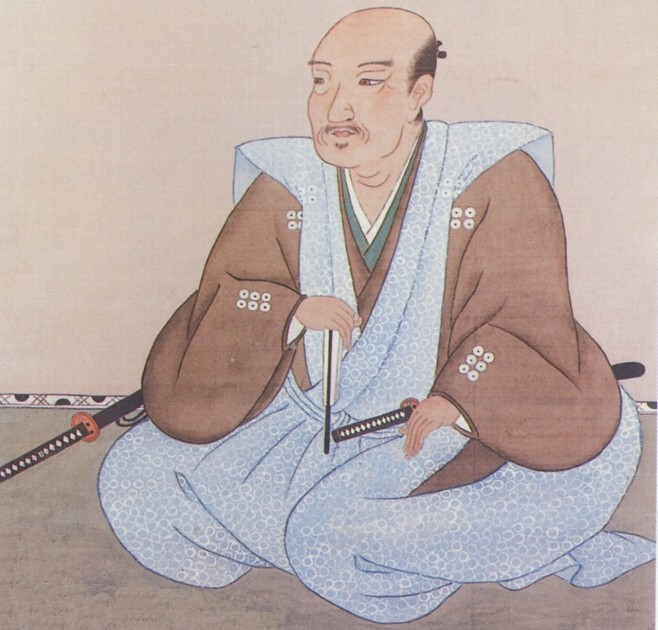
真田幸村画像/上田市立博物館所蔵

大塚城は1546年（天文15年）に細川晴元の家臣・山中又三郎が茶臼山古墳の後円部に城を築いたと言われているが、舎利寺の戦いで細川氏綱、遊佐長教連合軍に攻め込まれ落城している。
その後1614年（慶長19年）の大坂冬の陣では徳川家康がここに本陣を構えた。『寛永十二年亥年五畿内江州大工杣御赦免被為成候時御訴訟申上候覚』によると、大坂城下にあった船場の蔵や家々を壊し資材として「御やくら」を築いたと記載されている。この時すでに大塚城は廃城になっていたかは定かではないが、徳川家康の陣城として改修された可能性がある。また『武徳編年集成』には、大塚城の山頂部に徳川家康の寝所があって、南北に12畳に3間に1間の庇（ひさし）を有し、5尺の椽をつけていた。西麓には茶屋南麓には納戸、東向きには浴室があり、番士の多くは北方向の一心寺に駐屯していたと記されている。
また翌1615年（元和元年）の大坂夏の陣の決戦の際には、豊臣軍の真田信繁がここに着陣した。茶臼山砦や茶臼山陣城としても知られている。

## 城郭
この城は『諸国古城絵図』にも記載がある。これによると、山頂部は8間四方の曲輪があり、西側にも更に広い曲輪がある。またこの曲輪西側や堀を隔てた位置に丸馬出状の曲輪が記されている。この丸馬出状の曲輪は、現状でもその形態を平坦地に見られる。ただしこの部分は台地端部にあたるため、少なくても西端部分は自然地形を踏襲すべきではないかと指摘されている。また、この城は『大坂冬の陣図屏風』にも記載されている。これによると、墳丘周囲を土塁で囲み、上部には入母屋の主屋以下、4棟の建物が描かれている。更に北側には虎口があり、冠木門が描かれている。更に墳丘の裾にも建物が数棟あり、北側の平地部にも堀と冠木門があり、『諸国古城絵図』よりも選地面から防御を考えれば、台地続きに堀を設ける構造の『大坂冬の陣図屏風』の方が現実的であるとされている。

## 城跡へのアクセス
- 電車でのアクセス

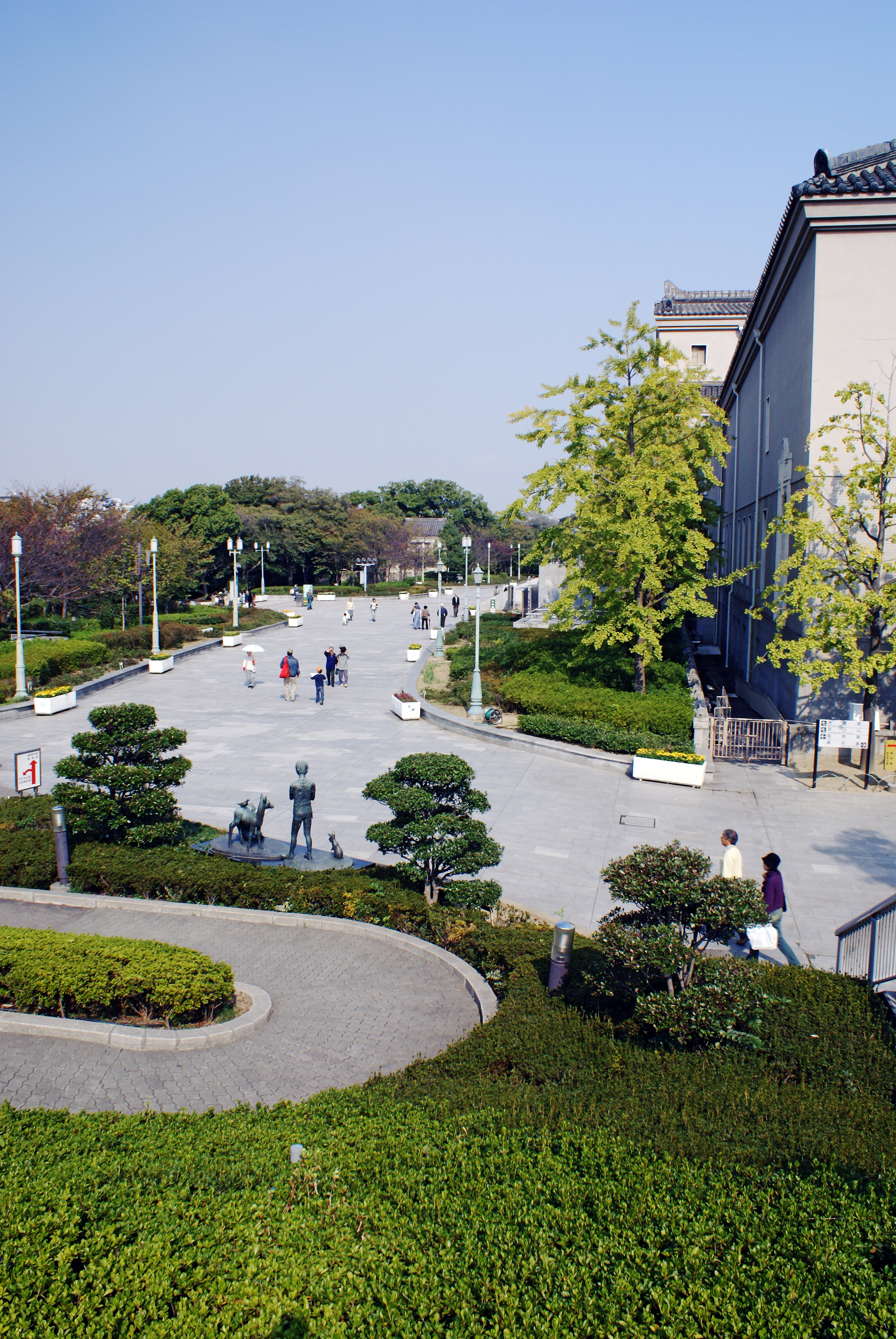
天王寺公園

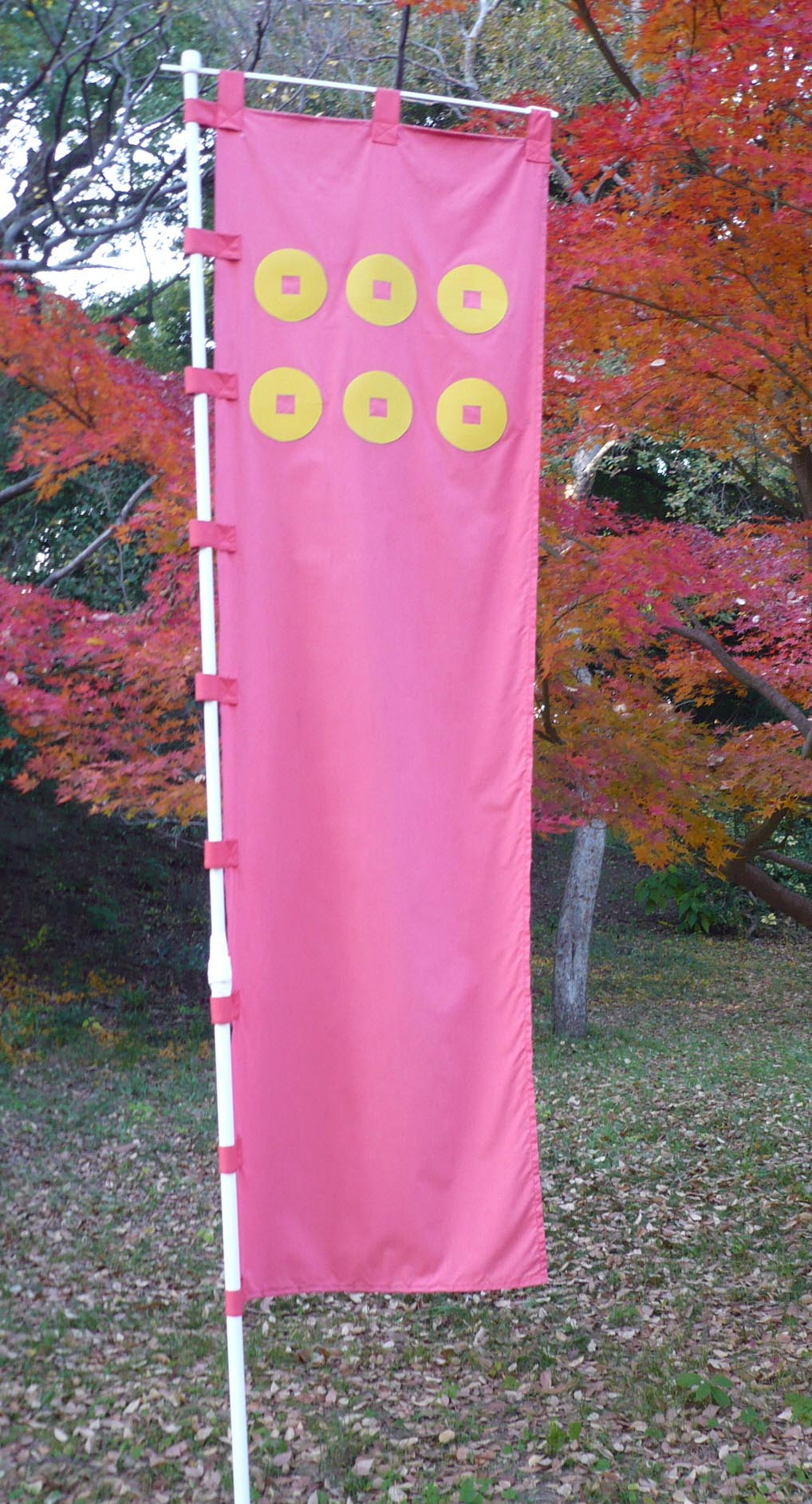
六文銭旗

  - JR西日本（関西本線・阪和線・大阪環状線）
  - 大阪市高速電気軌道（御堂筋線・谷町線）
    - 天王寺駅 → 徒歩約10分
- 車でのアクセス
  - 阪神高速道路 松原線 天王寺出口
    - 天王寺公園に有料駐車場がある
- 施設情報
  - 入園料
    - 大人150円 中学生以下、65歳以上及び障害者は無料（天王寺公園の入園料）

  - 開園時間
    - 9時30分 - 17時